# Apogeshna stenialis
Apogeshna stenialis är en fjärilsart som beskrevs av Achille Guenée 1854. Apogeshna stenialis ingår i släktet Apogeshna och familjen Crambidae. Inga underarter finns listade i Catalogue of Life.